# Raymond Walter Tovell
Raymond Walter Tovell, avstralski general in politik, * 9. marec 1890, † 18. junij 1966.
Po vojaški karieri je vstopil v politiko: sprva je bil poslanec in med letoma 1948 in 1950 pa minister za javno šolstvo Avstralije.